# Nicéforo (filho de Artavasdo)
Nicéforo foi Coimperador Bizantino Júnior junto com seu pai Artavasdo de junho de 741 ou 742 até ser deposto em novembro de 743 por Constantino V, que Artavasto havia usurpado. Era o segundo filho de Artavasdo junto com sua esposa Ana.
Nicéforo foi nomeado estratego da Trácia logo depois de seu pai tomar o poder e pouco depois foi elevado para a posição de coimperador júnior. Artavasdo foi derrotado por Constantino e 2 de novembro de 743 e fez com que Artavasto, Nicéforo e Nicetas fossem humilhados Hipódromo de Constantinopla, sendo depois cegados e confinados na Igreja de Chora.